# Palusjärvi
Palusjärvi är en sjö i Finland. Den ligger i Kullaa i kommunen Ulvsby i landskapet Satakunta, i den sydvästra delen av landet, 210 km nordväst om huvudstaden Helsingfors. Palusjärvi ligger 30,5 meter över havet. Den är 3,15 meter djup. Arean är 5,12 kvadratkilometer och strandlinjen är 21,02 kilometer lång. Sjön  ingår i Kumo älvs huvudavrinningsområde. 